# Pinciná
Pinciná (maďarsky Pinc) je vesnice a obec na Slovensku, v okrese Lučenec v Banskobystrickém kraji. Leží na jihu střední části Slovenska.

## Dějiny
První zmínka o obci pochází z roku 1326.

## Geografie
Obec leží v nadmořské výšce 190 metrů a její rozloha činí 11,917 km².

## Obyvatelstvo
V roce 2021 zde žilo 208 obyvatel.